# Holger Bäckström

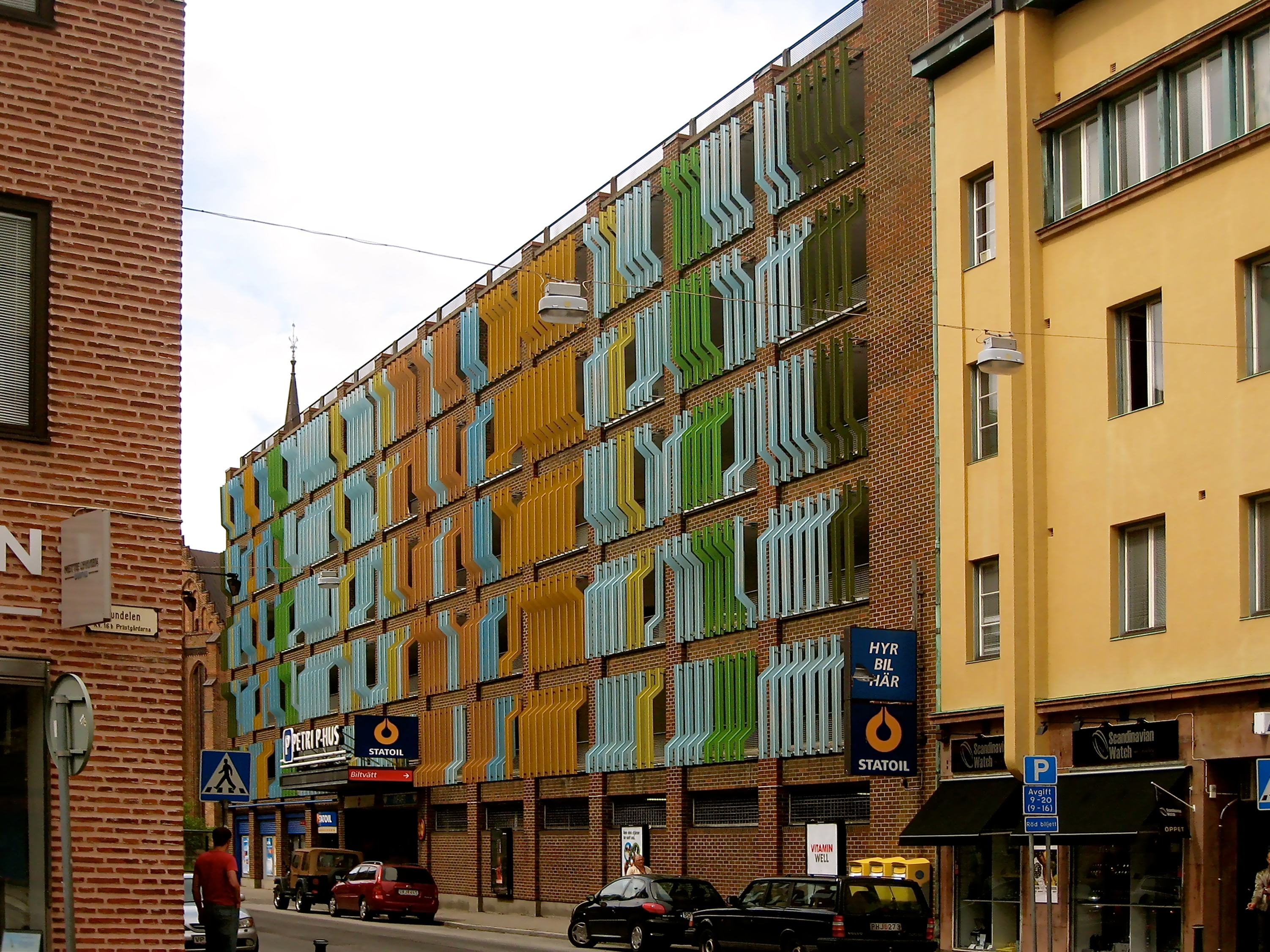
Parkeringshus i centrala Malmö från 1970-talet

Holger Bäckström, född 27 november 1939 i Lund, död 5 november 1997 i Lund, var en svensk konstnär.
Bäckström utbildade sig på Konstfackskolan i Stockholm 1960–1964. Från 1965 samarbetade han med konstnären Bo Ljungberg (1939–2007) under artist- och firmanamnet Beck & Jung. De konstruerade variabla tavlor med datorteknik, vilka kunde varieras i ett stort antal kombinationer till skiftande konstverket. Deras första separatutställning skedde på Lunds Konsthall 1967. 
Holger Bäckström var gift med Barbro Bäckström. Makarna donerade medel till Barbro & Holger Bäckströms stipendiefond.

## Offentliga verk i urval
- Hyllemöllan (1968, med Barbro Bäckström), stålplåt och -rör, Sörbäcksgatan 10 i Malmö[2]
- Hej patient, brännlackerad aluminium, 1972, entrén till Huddinge sjukhus, 1972 (tillsammans med Bo Ljungberg)
- Kuber i förvandling, silkscreen på perstorpsplatta, 1972, södra fasaden på centrumhuset i Linero i Lund
- Fasadutformning på parkeringshus i centrala Malmö, 1970-talet (tillsammans med Bo Ljungberg)
- Utsmyckning av Studentlitteraturs Utbildningscenter, Lund (tillsammans med Bo Ljungberg)
- Konstnärlig utsmyckning av tidigare Klippans tingsrätts lokaler (tillsammans med Bo Ljungberg)

Bäckström är representerad vid Kalmar konstmuseum.

## Fotogalleri

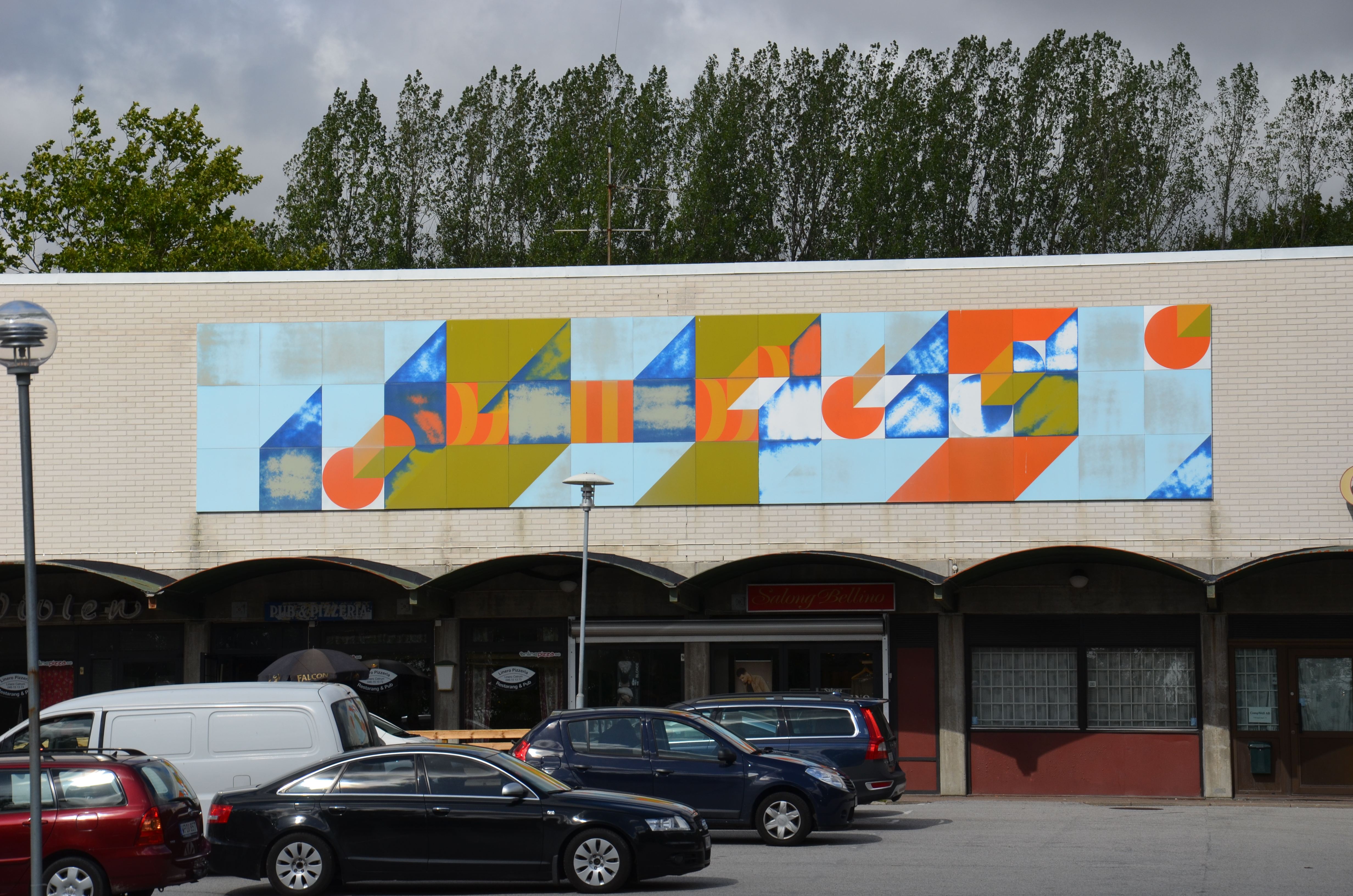
Kuber i förvandling, Linero centrum i Lund
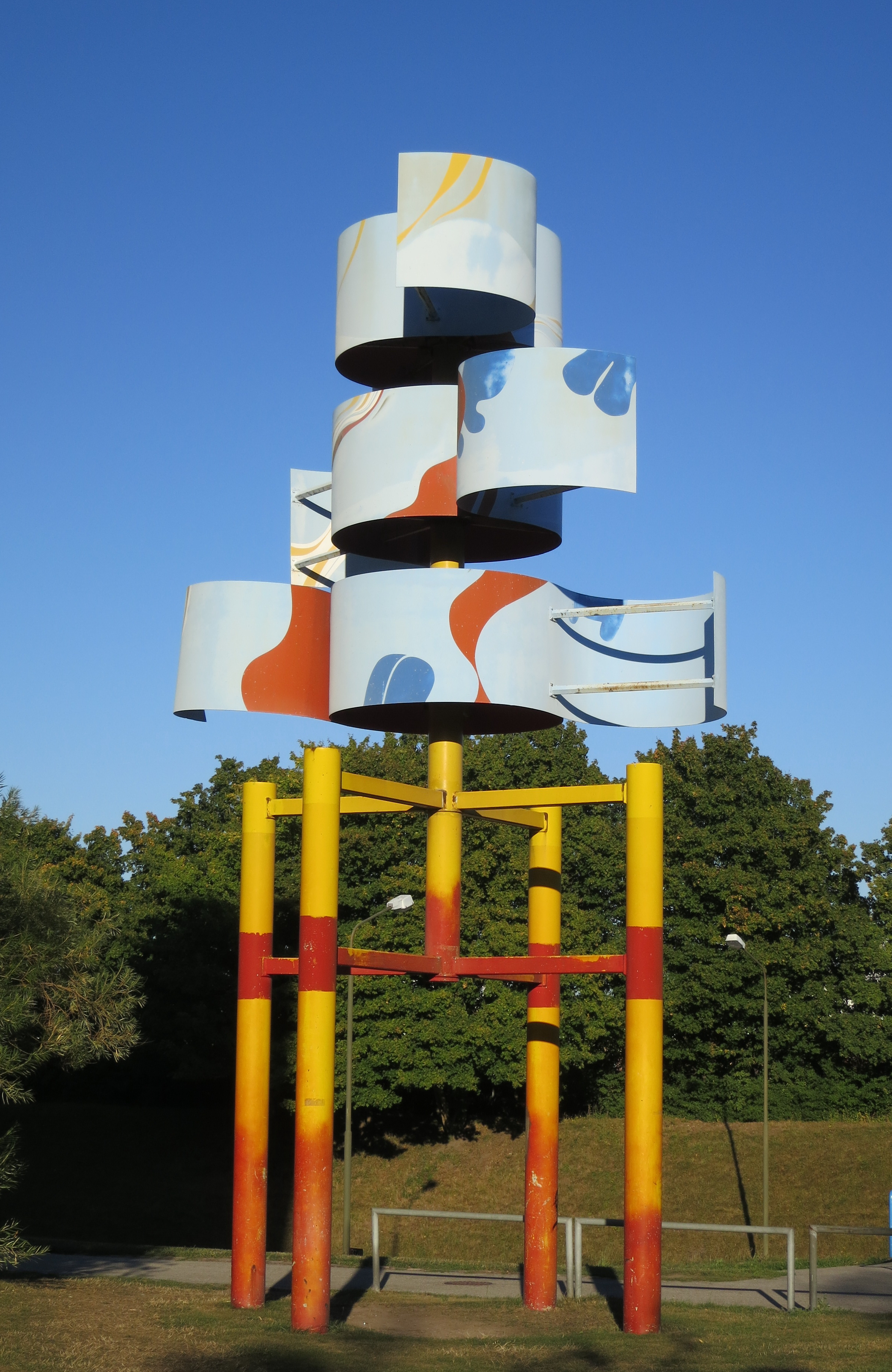
Hylliemöllan i Malmö